# Friedrich Schatz

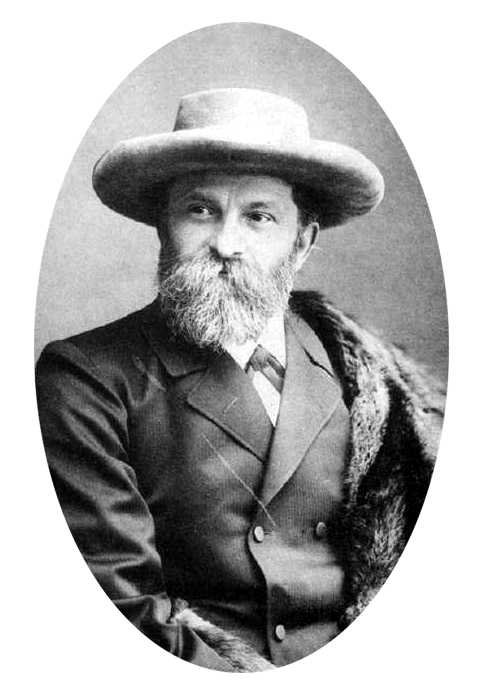
Friedrich Schatz

Christian Friedrich Schatz (* 17. November 1841 in Plauen; † 21. Mai 1920 in Rostock) war ein deutscher Gynäkologe und Rektor der Universität Rostock.

## Leben
Friedrich Schatz studierte an der Universität Leipzig Medizin, wo er 1867 zum Doktor der Medizin promovierte. Seit Sommer 1863 war Schatz Mitglied der Leipziger Universitäts-Sängerschaft zu St. Pauli (heute Deutsche Sängerschaft). Ab 1868 arbeitet Schatz als Assistenzarzt in der Frauenklinik bei Carl Siegmund Franz Credé und anschließend als praktischer Arzt im Raum Leipzig. 1872 wurde er ordentlichen Professor an die Universität Rostock berufen, wo er Direktor der Klinik für Geburtshilfe und Gynäkologie sowie Leiter der Landeshebammenanstalt in Rostock wurde. In seiner Zeit als Direktor setzte sich Schatz 1873 für einen Neubau der Frauenklinik ein, die 1886/87 nach einigen Schwierigkeiten eingerichtet wurde. 1880 wurde Schatz zum Rektor der Universität Rostock gewählt, welches Amt er nur einmal und mit dem Fokus auf die Allgemein- und Sonderbildung ausübte. 1885 war Friedrich Schatz Mitglied des Gründungsausschusses der Deutschen Gesellschaft für Gynäkologie, aus dem der Vorstand der neuen Gesellschaft hervorging, dem er über mehrere Jahre als Schatzmeister angehörte. 1906 trat Schatz auf eigenen Wunsch aus der Universität aus sowie vom Direktorenamt der Klinik zurück. Zu seinem Nachfolger wurde Otto Claudius Sarwey berufen.

## Wirken
In der wissenschaftlichen Arbeit tat sich Schatz durch zahlreiche Publikationen hervor, wie über den Geburtsmechanismus, die intrauterine Druckmessungen, die Periodizität der Wehentätigkeit und Plazentastudien und Ursachen verschiedener Kindslagen. Seine Studien über die Sterblichkeit im Wochenbett führte ihn zur Reorganisation des Hebammenwesens, so dass die Sterblichkeit im Kindbett in Mecklenburg schlagartig zurückging. 1881/82 beschrieb Schatz als einer der Ersten eine Fruchtwasserentlastungspunktion (Amniozentese) zur Behandlung von vermehrtem Fruchtwasser (Hydramnion).

## Schriften (Auswahl)
- Der Geburtsmechanismus der Kopfendlagen. Leipzig 1868.
- Ueber die Mechanismen der Drehung der Frucht um die lange Eiachse. In: Monatsschr Gebk. 1869.
- Die Druckverhältnisse im Unterleibe des nicht belasteten und die Bauchpresse nicht willkürlich anstrengenden Menschen. In: Arch Gynäkol. Leipzig 1872.
- Beiträge zur physiologischen Geburtskunde. In: Arch Gynecol Obstet. 4 (1872), S. 418–456. doi:10.1007/BF01680026
- Die Umwandlung von Gesichtslage zu Hinterhauptslage durch alleinigen äusseren Handgriff. In: Arch Gynecol Obstet. 4 (1873), S. 306–331. doi:10.1007/BF01679729
- Interessantere Fälle aus der gynäkologischen Klinik zu Rostock. In: Arch Gynecol Obstet. 9 (1876), S. 115–147, doi:10.1007/BF01743297
- Die Aetiologie der Gesichtslagen. In: Arch Gynecol Obstet. 27 (1886), S. 293–299. doi:10.1007/BF01745882
- Ueber Geschwüre der Harnblase. In: Arch Gynecol Obstet. 29 (1887), S. 53–64. doi:10.1007/BF01968329
- Entwurf einer Hebeammen-Ordnung für das Grossherzogthum Mecklenburg-Schwerin. Rostock  (1883), In: Deutsch Med Wschr. 1895.
- Mechanismus und Behandlung der Nachgeburtsperiode. In: Verhandl Deutsch Gesellsch Gyn. 1899.
- Die Gefässverbindungen der Placentakreisläufe eineiiger Zwillinge, ihre Entwicklung und ihre Folgen. In: Arch Gynecol Obstet. 60 (1900), S. 81–146. doi:10.1007/BF02226880
- Meine Rechtfertigung vor meinen Kollegen, Schülern, Freunden und Bekannten. Rostock.
- Wann tritt die Geburt ein? In: Arch Gynecol Obstet. 80 (1906), S. 558–680. doi:10.1007/BF01677215
- Meine Rechtfertigung vor meinen Kollegen, Schülern, Freunden und Bekannten. - Der ganze „Fall Schatz“. Rostock 1907.
- Die Ursachen der Kindeslagen und die Turnkunst im Uterus. In: Reichs-Medizinal-Anzeiger. 7 (1917)
- Meine Rechtfertigung vor meinen Kollegen, Schülern, Freunden und Bekannten. - Notwehr gegen § 17 Reichs-Preßgesetz 1874 im „Fall Schatz“. Rostock 1918.